# Urban Lesjak
Urban Lesjak (* 24. August 1990 in Celje, Jugoslawien) ist ein slowenischer Handballspieler. Der 1,87 m große Handballtorwart spielt für die slowenische Nationalmannschaft und seit 2024 für RK Trimo Trebnje.

## Karriere

### Verein
Urban Lesjak begann mit sieben Jahren mit dem Handballspiel. Mit zehn Jahren wechselte er in die Jugendabteilung des slowenischen Rekordmeisters RK Celje. Dort gehörte er auch ab der Saison 2010/11 zur 1. Mannschaft und gewann fünf Meisterschaften und siebenmal den Pokal. Mit Celje erreichte er das Halbfinale im Europapokal der Pokalsieger 2011/12 und nahm mehrfach an der EHF Champions League teil. Seit 2018 hütet er das Tor des deutschen Bundesligisten TSV Hannover-Burgdorf. In der Saison 2018/19 erreichte er das Viertelfinale im EHF-Pokal und das Halbfinale im DHB-Pokal. Zur Saison 2022/23 wechselte er zum nordmazedonischen Verein RK Eurofarm Pelister. Im Sommer 2024 schloss er sich dem slowenischen Erstligisten RK Trimo Trebnje an.

### Nationalmannschaft
Mit der slowenischen Nationalmannschaft gewann Lesjak bei der Weltmeisterschaft 2017 die Bronzemedaille. Weiterhin nahm er an den Olympischen Spielen 2016 und der Weltmeisterschaft 2021 teil. Bei der Weltmeisterschaft 2025 bestritt er vier Spiele und belegte mit dem Team den 13. Platz.
Er bestritt bisher 99 Länderspiele.

### Erfolge
- mit RK Celje
  - Slowenischer Meister: 2014, 2015, 2016, 2017, 2018
  - Slowenischer Pokalsieger: 2012, 2013, 2014, 2015, 2016, 2017, 2018

- mit RK Eurofarm Pelister
  - Nordmazedonischer Meister: 2023

- mit der Nationalmannschaft
  - Olympische Spiele: 6. Platz 2016
  - Weltmeisterschaften: Bronze 2017